# Sijena (pigment)
Sijena je naziv za pigment s otprilike 50% Fe2O3 (željezov oksid) i s malim udjelom (manji od 1%) manganovog dioksida. U sirovom je stanju žutosmeđe, a nakon žarenja crvenosmeđe boje. Glavna su mu nalazišta u Toskani. Zbog svoje dobre otpornosti prema alkalijama, prirodni oksidni pigmenti željeza upotrebljavaju se za bojenje cementnih proizvoda i betona. Sitno samljeveni pigmenti primjenjuju se u jeftinim uljenim i drugim bojama za ličenje drva i metala, u pripravi pečatnog voska, kao pigmenti za plastične mase i tako dalje. Sijena i oker služe i u proizvodnji obojenih olovaka, pastela i kreda. 

## Anorganski obojeni pigmenti
Do danas je poznato više stotina različitih anorganskih obojenih pigmenata koji se međusobno razlikuju prema boji i drugim svojstvima. Prema kemijskom sastavu, kako se obično pigmenti opisuju, razlikuju se četiri glavne grupe pigmenata: oksidni pigmenti, sulfidni i selenidni pigmenti, kromatni pigmenti i cijanidni pigmenti. S obzirom na boju anorganski se pigmenti, izuzevši bijele i crne, mogu ubrojiti u crvene, smeđe, narančaste, žute, zelene i plave pigmente. Boja i kemijski sastav nisu izravno povezani. Tako na primjer, crvenu boju daju, između ostalih, željezni oksid i kadmijev sulfoselenid, dok različiti oksidi, čak istog metala, željeza, mogu biti crveni, smeđi, narančasti, žuti ili crni, uključujući i prijelazne tonove među tim bojama. 

### Oksidni pigmenti
U oksidne pigmente ubrajaju se jednostavni oksidi i hidratizirani oksidi željeza i kroma, te mješoviti pigmenti spinelne ili rutilne strukture. Skupina oksidnih pigmenata vrlo je cijenjena zbog svoje svjetlostalnosti, dobre moći pokrivanja, inertnosti i otpornosti prema otapalima i kemikalijama, te postojanosti na temperature i do 500 °C (osim nekih oksida željeza). Osim tih svojstava, oksidni su pigmenti pogodni i zbog svoje niske cijene.

### Prirodni oksidi željeza
Prirodni oksidi željeza rasprostranjeni su u željeznim rudama širom svijeta, ali je relativno malo ruda dovoljno čisto da bi se isplatilo njihovo iskorištavanje u proizvodnji pigmenata. Oksidni prirodni pigmenti željeza obično se nazivaju prema nalazištima rude. Poznati su španjolski crveni, perzijski crveni, sijena žuti pigmenti i tako dalje. S obzirom na kemijski sastav prirodni oksidni pigmenti željeza sadrže, uz mnoge primjese, određene kemijske spojeve željeza: željezo(III) oksid (α Fe2O3) u crvenim pigmentima, odnosno hidratizirani željezo(III) oksid, getit (α FeOOH) u žutim pigmentima. Prvi se spoj susreće u željeznoj rudi hematitu, a drugi u rudi limonitu. Da bi se iz ruda proizveo pigment, podvrgavaju se one postupcima koji ovise o sastavu rude i o primjesama koje treba ukloniti. Ruda se usitnjuje, primjese se po mogućnosti što bolje odstrane, zatim se proizvod suši, ponekad kalcinira, i melje. Sušenje i kalciniranje osjetljivi su postupci jer se gubitkom vode, što se tom prilikom događa, može promijeniti nijansa pigmenta. Zbog toga su trajanje i temperatura sušenja i žarenja veoma važni i treba ih pažljivo kontrolirati. 
Poznati prirodni oksidni pigmenti željeza jesu željezno crvenilo, oker i umbra.

## Slike
| |                                                                                 | |                                                                                    |
| Glineno tlo Toskane bogato je limonitom ili hidratiziranim željeznim oksidom, glavnim sastojkom pigmenta sijena. | Kad se limonit peče, djelomično se pretvara u hematit i postaje više crvenkast. | Rembrandt je upotrijebio sve zemljane pigmente, uključujući sijenu, oker i umbru, kako bi stvorio svoje bogate i složene smeđe nijanse smeđe. | Nakon zagrijavanja, pigment je postao boja poznata kao žarena ili spaljena sijena. |